# Literatura escrita en èuscar durant el segle XVI

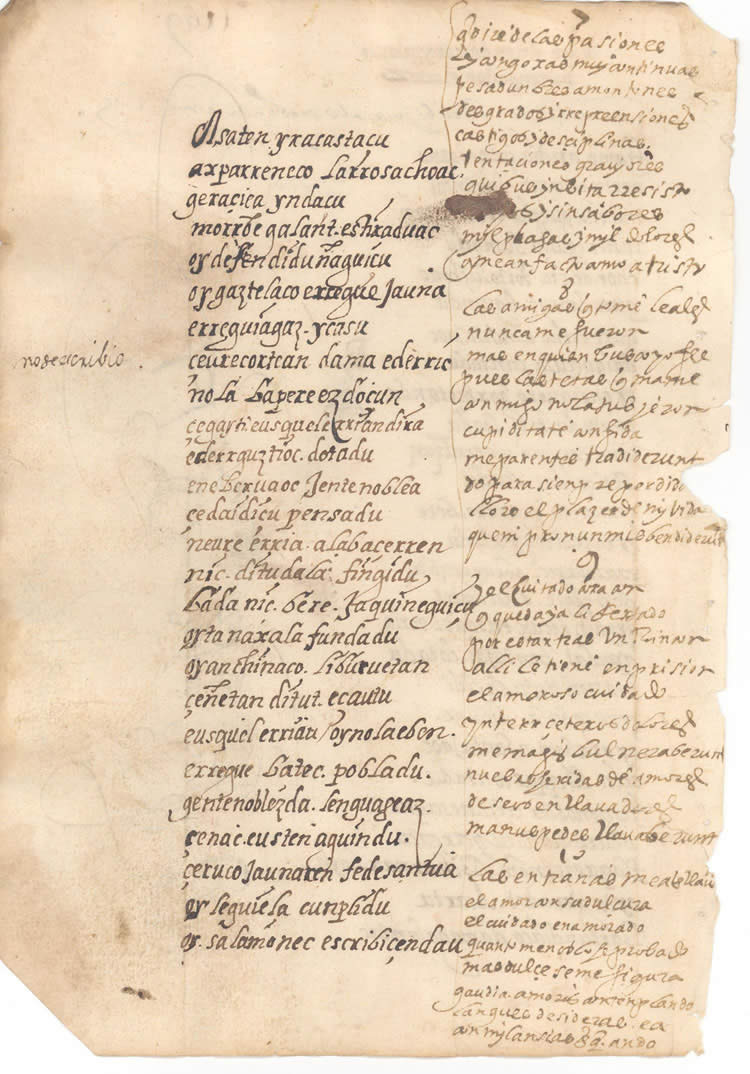
Manuscrit de Joan Perez de Lazarraga descobert l'any 2004 per Borja Aginagalde

La literatura escrita en basc comença al segle xvi amb tres autors considerats clàssics: Joan Perez de Lazarraga, Bernart Etxepare i Joannes Leizarraga. En el manuscrit del primer, descobert al 2004, s'observa la influència de la lírica cortesana tradicional, de la novel·la pastoral italiana i els motles populars bascs. En el cas d'Etxepare, comparat sovint amb l'Arxipreste d'Hita, s'ha esmentat la influència de la literatura francesa. Quant a Leizarraga, traductor al basc del Nou Testament i altres obres religioses, destaca pel seu intent de cercar una llengua unificada (preocupació de molts autors posteriors), i per l'ús de formes verbals cultes i oracions compostes, inexistents en la literatura escrita fins a aquell moment.
A més de les obres d'aquests autors, es conserva una traducció del catecisme de Jerónimo de Ripalda, realitzada per Sancho Eltso, i dos versos d'una elegia, obra de Juan de Amendux. Es té notícia d'una altra traducció d'un text doctrinal, hui perduda.

## Context històric
Al segle xvi, com en l'actualitat, el domini lingüístic del basc estava fragmentat en diferents àmbits de sobirania. Els territoris de Biscaia, Àlaba i Guipúscoa estaven integrats en la corona de Castella des de feia segles, i el Regne de Navarra esdevingué, des de 1512, un virregnat, també sota l'autoritat del rei de Castella. La dinastia anteriorment regnant a Navarra, però, conservà els seus dominis d'Ultraports, on continuaria regnant fins a la definitiva integració del regne a l'estat francés. Fins i tot al Regne de Navarra, el basc havia estat tradicionalment preterit en favor de les llengües romàniques, malgrat que, sobretot entre la pagesia, tot i que també entre les elits, gran part de la societat era monolingüe en basc.
El principal impuls a l'ús literari del basc el donà la reina de Navarra Joana III, quan, al 1559, es convertí al calvinisme i va decidir impulsar la Reforma protestant. Mentre això ocorria a Iparralde, a Hegoalde (Euskal Herria peninsular), el sistema feudal va sofrir un dur colp amb l'aparició d'una nova figura jurídica, la noblesa universal per a Biscaia, Guipúscoa i algunes valls navarreses i alabeses, tot i que els enfrontaments entre els Ahaide Nagusiak (famílies de l'alta noblesa) continuà dominant part de la vida política.

## El primer text: François Rabelais

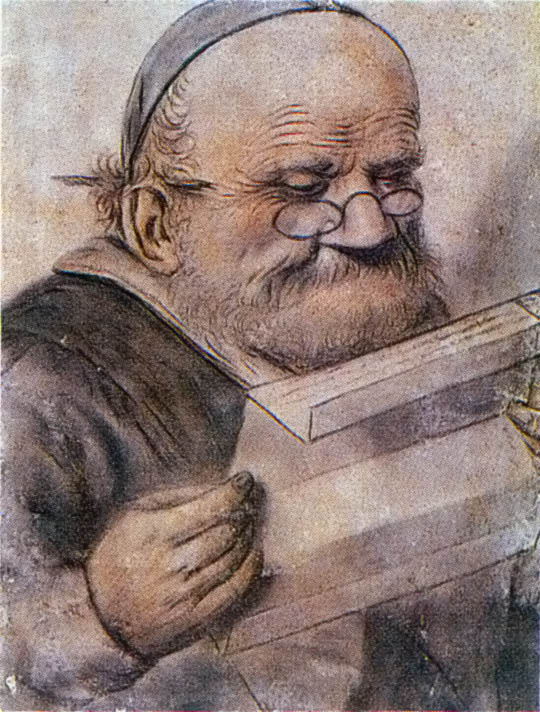
François Rabelais

El primer autor que publicà un text en basc fou el metge, sacerdot i cèlebre escriptor francés François Rabelais, al 1542, tres anys abans que Etxepare. Rabelais havia estudiat en el Col·legi de Navarra de París, gràcies a la protecció dels reis de Navarra d'aquest col·legi. Al 1534 publica Vie horrifique du grand Gargantua, père de Pantagruel, en què ja incloïa una frase en basc:
 
| « | Lagona edatera! | ¡Amigo, a beber! | » |

La segona edició (1542) d'Horribles et épouvantables prouesses du très renommé Pantagruel, roi des Dipsodes representa l'aparició del primer text complet i imprés en basc (en el capítol IX). Segons Vinson, aquest text està en dialecte suletí o baixnavarrés. La primera part és una oració i la segona la resposta de Panurg al preguntat de Pantagruel:
| « | Jona andie, guassa goussyetan behar. | » |

I continua: 
| « | Anbates, otoyyes nausu, ey nessassu gourray proposian ordine den. Non yssena bayta fescheria egabe, genherassy badia sadassu noura assia. Aran hondovan gualde eydassu nay dassuna. Esou oussyc eguinan soury hin, et darstura eguy harm, Genicoa plasar vadu. | » |

## Tres autors clàssics

### Bernart Etxepare

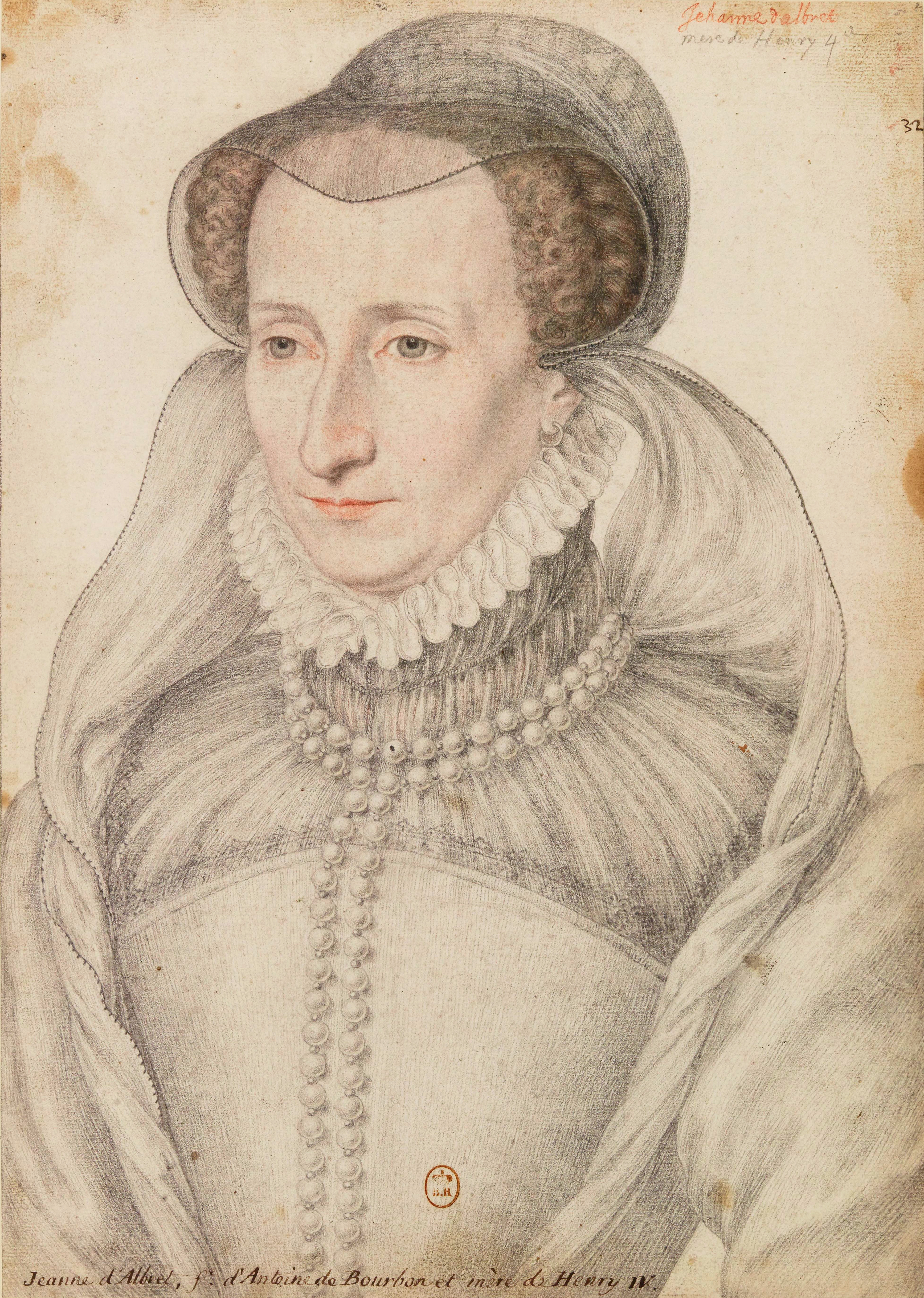
Joana de Albret

L'autor de la primera obra en basc fou Bernart Etxepare. Poc se sap sobre la seua vida, igual que ocorre amb la majoria d'autors en basc fins al s. XX. Segons el pròleg que va escriure en la seua obra, fou rector d'Eiheralarre, poble proper a Sant Joan de Peu de Port, a la Baixa Navarra, sota l'estat francés. Nascut cap al 1493 (tot i que altres fonts situen el seu naixement en la dècada anterior), estigué pres per motius polítics, segurament per haver recolzat el bàndol dels beaumontesos, partidaris de la dominació castellana, enfront dels agramontesos, seguidors de Joan III Albret, rei de Navarra, abans que Carles V del Sacre Imperi romanogermànic retornàs els territoris baixnavarresos a la casa de Foix.
Etxepare fou el primer autor que publicà una obra íntegrament en basc (i probablement n'era conscient). S'imprimí a Bordeus l'any 1545, amb el títol de Linguae Vasconum Primitiae, i és un breu recull de poemes sobre quatre temes:
- Religió (capítols I i II): la Mare de Déu i la doctrina cristiana.
- Amor (capítols III-IV): versos eròtics i amorosos.
- Poemes autobiogràfics (capítol XIII): la seua dura estada a la presó i al·legat de la seua innocència.
- Lloances a la llengua basca, a la qual augura un futur esperançador (capítols XIV i XV).

Etxepare és innovador en l'elecció de temes, doncs no hi ha constància que s'hagués utilitzat en la lírica popular basca una temàtica semblant; en elaborar la seua obra, Etxepare empra, segons alguns autors, tècniques pròpies del bertsolarisme (4/4//4/3), potser perquè desconeix la mètrica utilitzada en poesia culta. Altres autors, però, no coincideixen amb aquesta opinió. És considerat un poeta popular per la utilització de metres propis del bertsolarisme, probablement amb la intenció que fossen llegits o cantats.
El tema de l'amor és tractat amb innocència, però amb frescor, segons afirma Julio Urkixo, per la qual cosa s'ha dit que està a mig camí entre les Cantigues, d'Alfons X, i el Llibre de bon amor, de l'Arxipreste d'Hita. És lluny de la lírica cortesana idealista de l'edat mitjana europea; tracta el tema de les relacions amoroses amb molta naturalitat, sense cap rastre platònic.
Durant una època l'obra d'Etxepare fou criticada per aquestes raons:
- La frescor i naturalitat amb què tracta els temes amorosos es consideraren inacceptables després del concili de Trento.

- Els metres, mesures i rimes populars triades per Etxepare tenien errors per a la nova poesia renaixentista, que Arnaut Oihenart criticà amb duresa.

A diferència de Leizarraga, aquest autor no va cercar un basc unificat, doncs el seu objectiu era a donar a conéixer el basc, no que tots els bascs l'entenguessen. És per això que va escriure en l'únic dialecte que coneixia, el baixnavarrés oriental. En general, l'ortografia d'Etxepare és prou irregular, ja que, com que el seu llibre era el primer publicat en basc, mancava de models.
No es pot entendre l'obra de Bernart com la d'un autor en solitari; era fruit d'un context, doncs, tal com Oihenart escriu al 1665 en L'art poétique basque, en aquella època hi havia altres dos poetes: l'escriptor de pastorals Joan Etxegarai i Arnaut Logras, de les obres dels quals no ens ha arribat res fins als nostres dies, doncs és probable que fossen publicades després d'Etxepare (la qual cosa explicaria la inexistència de referències a aquests autors i que diga en els seus versos: "Si fins ara no has estat impresa, des de hui circularàs per tot el món"), o que no es publicassen, com va ocórrer amb el manuscrit de Lazarraga.
Una de les composicions de l'obra d'Etxepare, Contrapàs, constitueix un autèntic cant a la llengua basca, a la qual augura un brillant futur, com es pot veure en aquestes estrofes: 
| « | Et tenien en poca estima entre les llengües; però ara en seràs la més noble de totes. Si fins ara estaves sense ser impresa, des de hui circularàs per tot el món. | » |

### Joan Perez de Lazarraga
El manuscrit trobat per Borja Aginagalde al 2004 i adquirit per la Diputació Foral de Guipúscoa a un antiquari de Madrid ha suposat que moltes de les idees concebudes fins al moment sobre la història de la literatura basca s'hagen revisat, com ara l'aïllament a què es deia que havia estat sotmesa la literatura basca fins a entrada l'edat moderna.
Poc se sap sobre el senyor de la Torre de Larrea; pertany a l'influent llinatge de Lazarraga, procedent d'Oñate, on s'havia establert a la fi del s. XV. El seu germà i ell van estudiar probablement en la recent creada Univeritat d'Oñate. El seu germà, després d'enviduar, es traslladaria a Toledo i després a la cort de Madrid. Pruden Gartzia defensa que Lazarraga pogué tenir contacte amb Garibay no sols per la proximitat, sinó pel gust de tots dos per la història i les cròniques, que l'autor plasmaria en la genealogia de la seua família, per la qual era conegut fins al descobriment del manuscrit.
El manuscrit es compon de 102 pàgines en total, de les quals dos terços són poesia i el restant s'emmarca en un gènere en expansió que tenia molts seguidors en l'època, la novel·la pastoral renaixentista. Aquest gènere l'havia inaugurat Jacopo Sannazaro amb L'Arcàdia i el continuaren autors com Jorge de Montemayor, Miguel de Cervantes Saavedra i molts altres, entre els quals estaria Joan Perez Lazarraga. Igual que en la de Sannazaro, en l'obra de Lazarraga es barregen la prosa i el vers. Allunyat el petrarquisme, és més a prop de les cançons líriques tradicionals del s. XV. Més elegant que Bernart Etxepare però sense arribar a l'exactitud que Oihenart demanaria al s.XVII; empra formes conegudes del vers basc.
Cal destacar la utilització de la prosa, que es creia que no s'havia desenvolupat fins a l'arribada de l'ascètica didàctica de l'Escola de Sara, al segle xvii. És valuós també com a testimoniatge de l'existència del desaparegut dialecte alabés, que ja havia estat proposada per Koldo Mitxelena Elissalt en el seu estudi del diccionari de Landucci. L'èuscar emprat per Lazarraga és arcaic, marcat per formes en subjuntiu ja perdudes, el cas nondik (ablatiu) arcaic i les formes velles en els verbs auxiliars.

### Joannes Leizarraga

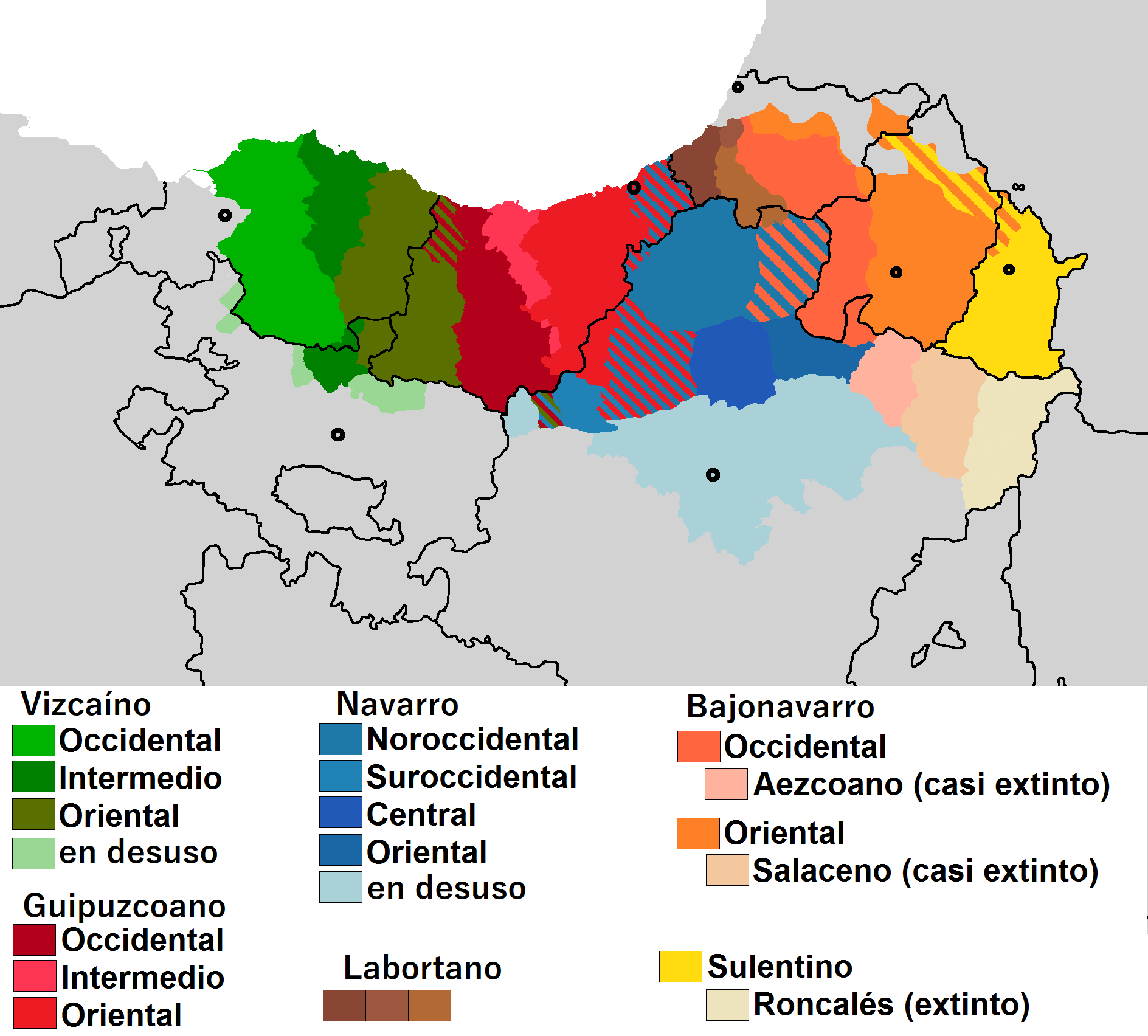

Distribució dialectal segons la tesi doctoral de Koldo Zuazo

Joannes Leizarraga és rellevant per les seues traduccions de texts religiosos. Naix al 1525 a Beraskoitze (Lapurdi) i mor al 1601 a La Bastida de Clarença. El 1560 es converteix al protestantisme (igual que la reina) i es posa a les ordres del Sínode de Pau, que li encarrega, per ajudar a la difusió de la Reforma, la traducció del Nou Testament al basc. Leizarraga va publicar tres traduccions:
- Jesus Krist Gure Jaunaren Testamentu Berria (El Nou Testament).

- Kalendrera, calendari de festivitats religioses.

- ABC edo Kristinoen instrukzionea, sobre els ensenyaments cristians o doctrina.

Les tres obres es publiquen al 1571 a La Rochelle, fortalesa dels hugonots. Els crítics destaquen els seus mèrits com a traductor, doncs, sense tenir un model per escriure prosa en basc, feu un treball immens de traducció. Per influència del llatí, utilitza una sintaxi semblant a la de les llengües romàniques, amb moltes oracions subordinades, tot i que alterna amb mestratge les oracions breus i llargues.
Els destinataris de les seues traduccions eren els bascoparlants d'Iparralde, tot i que tampoc queda clar el dialecte que emprà, doncs en pren del labortà, baixnavarrés i suletí. Es considera que va decidir unir els tres dialectes per arribar a un públic més ampli. O, potser, ell mateix parlava aquesta barreja de dialectes. Sobre aquest tema, s'han presentat aquestes teories:
- Piarres Lafitte s'até al que l'autor mateix diu en el pròleg, és a dir, que emprà el seu basc natal, és a dir, el labortà de Lapurdi.[14]

- Segons Louis Lucien Bonaparte, els tres dialectes d'Iparralde estaven en una època units, i Leizarraga hauria escrit quan encara era així. Aquesta teoria té un seriós obstacle: amb prou feines un segle després es troben texts diferents escrits en labortà, baixnavarrés i suletí.[15]

- Mathieu René Lafon afirma que en aquella època molts baixonavarresos i suletins viatjaven al poble de Leizarraga, Beraskoiz. A més a més, els pares i avis de l'escriptor eren de la Baixa Navarra i els ajudants que li assignà la reina de Navarra eren suletins. Així s'explica que les tres formes n'apareguen en els seus texts.

D'altra banda, cal recordar que la costa de Labort llavors tenia gran importància econòmica a nivell europeu i, tot i que no estava integrada dins del Regne de Navarra, Leizarraga feu servir com a base la flexió verbal d'aquesta àrea.
A causa de l'ús culte del llenguatge que exigia una traducció d'aquesta mena i a la fidelitat meticulosa que s'exigí a si mateix, Leizarraga empra molts cultismes en detriment de mots patrimonials bascs. Per exemple, tradueix pescador d'homes per giza pescadore, en comptes del castís arrantzale. Tot i que és innovador en l'ús de lèxic culte, el seu basc és una mica arcaic quant a morfologia i fonètica. Igual que en l'obra de Lazarraga, s'hi poden trobar rastres lingüístics anteriors al s. XVI.

## Una traducció oblidada:Doctrina cristiana en romanç i basc
La traducció realitzada per l'alabés Joan Perez de Betolaza és la primera doctrina cristiana publicada en basc i el primer testimoniatge del dialecte occidental (o biscaí), malgrat el clar influx del dialecte alabés. El seu interés sobretot lingüístic, doncs exceptuant una extensa oració en vers, la resta n'és una traducció de l'edició princeps del catecisme de Jerónimo de Ripalda. Encarregada pel cardenal de Calahorra, Pedro Manso Zuñiga, es reedità diverses vegades després de la mort de l'autor al 1600, i gràcies a això se'n conserven exemplars.
Koldo Mitxelena recuperà aquesta traducció pel seu gran interés lingüístic, doncs l'autor havia nascut a Àlaba i l'obra es publicà en la llavors Senyoria de Biscaia. Gràcies al manuscrit de Joan Perez de Lazarraga sabem que el dialecte parlat a Àlaba encara no havia retrocedit ni havia estat absorbit pel biscaí, per això segurament el que es parlava tant a La Rioja com a Betolaza en devia ser aquell. D'altra banda, aquesta doctrina es publicà per a Euskal Herria i a Bilbao, i el dialecte alabés és semblant en molts trets gramaticals i sintàctics al biscaí actual (perquè aquest va absorbir en segles posteriors el que es parlava a Àlaba).

## Obres desaparegudes

### El catecisme de Sancho Eltso (1561)
Aquest llibre, hui perdut, va ser escrit al 1561 amb el títol de Doctrina cristiana i pastura espiritual de l'ànima per als qui tenen càrrec d'ànimes i per a tots estats en castellà i basc. L'autor n'era Sancho Eltso, i és el primer catecisme imprés en basc, i el primer llibre en basc publicat a Euskal Herria de què es té notícia. El publicà a Lizarra-Estella al 1568 l'impressor flamenc Adriano Anvers, segons l'historiador pamplonés Isasti. Al 1570, l'autor denuncia l'arrier de Tudela Juan Bastida per no haver lliurat al capellà de Cintruénigo 444 exemplars del catecisme. Gràcies a aquest plet tenim coneixement del primer catecisme en basc del qual no ens ha quedat cap exemplar, doncs aquell impressor flamenc se n'anà a Pamplona al 1568, i en desaparegué qualsevol referència de llavors ençà.